# هارون شيرر
هارون شيرر (بالإنجليزية: Aaron Shearer)‏ هو عازف الغيتار الكلاسيكي أمريكي، ولد في 6 سبتمبر 1919، وتوفي في 21 أبريل 2008.

## وصلات خارجية
- الموقع الرسمي